# Академическая гребля на летних Олимпийских играх 1904 — двойки
Соревнования среди двоек распашных без рулевого по академической гребле среди мужчин на летних Олимпийских играх 1904 года прошли 30 июля в мемориальном парке Крив-Кер-Лейк, расположенного в пригороде Сент-Луиса Мериленд-Хайтс. Двойки распашные стали единственным классом лодок, который дебютировал в программе олимпийской гребли. В соревновании приняли участие шесть спортсменов, представлявшие любительские гребные клубы США.
Олимпийскими чемпионами 1904 года стали Джозеф Райан и Роберт Фернем, представлявшие клуб Seawanhaka Boat Club. Серебряную медаль завоевали представители Atalanta Boat Club Уильям Варли и Джон Малкехи. При этом Варли и Малкехи меньше чем за час до начала финала в двойках распашных стали олимпийскими чемпионами в двойках парных. Третьими к финишу пришли гребцы из клуба Western Rowing Club Джозеф Бюргер и Джон Йохим.

## Призёры
| Золото                             | Серебро                           | Бронза                           |
| США · Джозеф Райан · Роберт Фернем | США · Уильям Варли · Джон Малкехи | США · Джозеф Бюргер · Джон Йохим |

## Результаты
| Место | Спортсмен                  | Страна | Клуб                 | Время      | Отставание |
| ----- | -------------------------- | ------ | -------------------- | ---------- | ---------- |
| 1     | Джозеф Райан Роберт Фернем | США    | Seawanhaka Boat Club | 10:57,0    | +0,0       |
| 2     | Уильям Варли Джон Малкехи  | США    | Atalanta Boat Club   | 4 длины    | неизвестно |
| 3     | Джозеф Бюргер Джон Йохим   | США    | Western Rowing Club  | неизвестно | неизвестно |